# ایستگاه آپمینستر
ایستگاه آپمینستر (انگلیسی: Upminster station) یک ایستگاه راه‌آهن در لندن است.
این ایستگاه که در منطقه هیورینگ لندن قرار دارد در سال ۱۸۸۵ تأسیس شده و جزئی از خط ناحیه متروی لندن، خط رامفورد تا آپمینستر متروی زمینی لندن و خط لندن، تیلبوری و ساوتند راه‌آهن انگلستان است.